# Sistema di adattamento intelligente della velocità
Il sistema intelligent speed adaptation (ISA), traducibile come “sistema di adattamento intelligente della velocità”, è un qualsiasi sistema con cui è possibile variare la velocità di un veicolo a seconda del limiti imposti sulla strada attraversata. Le informazioni sul limite si ricavano da apparecchiature analoghe a quelle di navigazione satellitare (una serie di sensori, una telecamera anteriore e il segnale GPS).
L'utilità di tali sistemi consiste nel supportare il guidatore a rispettare sempre i limiti di velocità, in particolare se questi cambiano frequentemente sulla stessa strada in punto o in momenti differenti (come in caso di zone vicine alle scuole, dove i limiti possono essere diversi in base agli orari di accesso dei bambini alla scuola). Si tratta di una linea di ricerca nata in Svezia e diffusasi poi nel resto del mondo. 
Un sistema ISA può essere di tipo passivo o di tipo attivo, a seconda che ci sia un semplice avviso al guidatore che sta oltrepassando i limiti o che si intervenga in automatico per ridurre la velocità di marcia. In caso di pura segnalazione, si attivano dispositivi acustici e visivi, ma anche di tipo tattile (es. il pedale dell'acceleratore inizia a vibrare). I sistemi attivi intervengono da soli, ma il guidatore spesso può disattivarli manualmente e temporaneamente. 
Sia i sistemi ISA attivi che quelli passivi possono inoltre servire come strumento di registrazione dei dati della marcia del veicolo.
Fa parte dei cosiddetti Advanced Driver Assistance Systems (ADAS), ossia tutti quei sistemi elettronici che supportano il guidatore di un veicolo in contesto che variano dalla normale guida fino a momenti di pericolo o emergenza.
Per iniziativa della Direzione generale mobilità e trasporti della Commissione europea, dal 6 luglio 2022 è obbligatorio su tutte le nuove auto prodotte e commercializzate nell'Unione Europea.